# Gri-gri

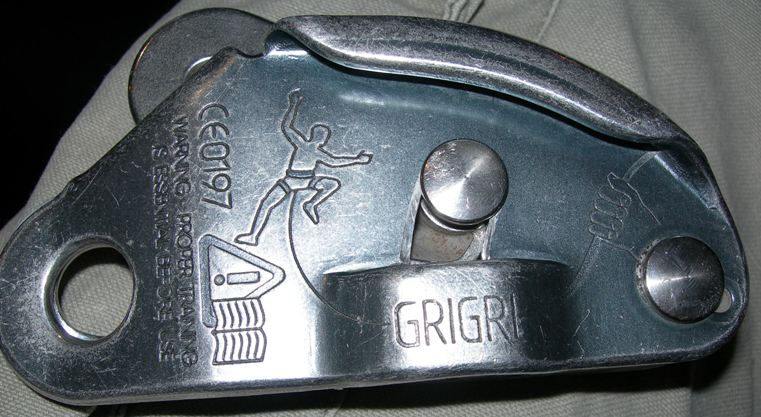
Gri-gri

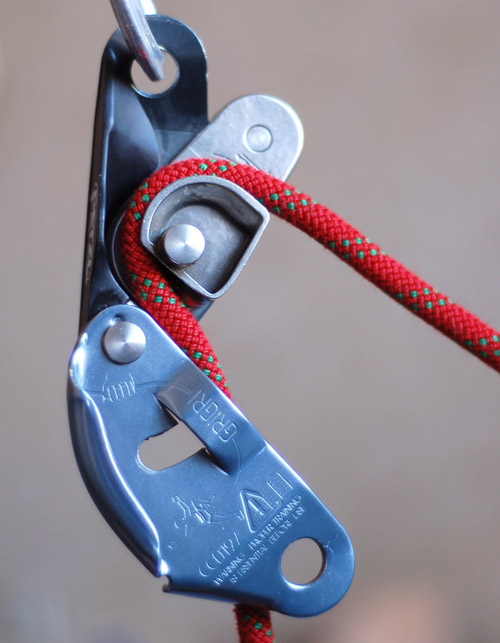
Um Gri-gri aberto para a colocação da corda

O Gri gri é o aparelho de segurança mais popular utilizado em escalada.
É útil em "top-rope" e auto descida ou rappel, quando o usuário pode controlar sua velocidade de descida, no entanto a sua principal utilização é na escalada à frente.
É um dispositivo autobloqueante: se a corda é subitamente submetida a tensão (por exemplo, no caso de uma queda), o sistema interno do Gri-gri aperta a corda, freando a velocidade de descida, ajudando deste modo o escalador.
Seu uso é similar a outros sistemas de segurança: tanto para "dar" corda (mu), como para a "puxa" (pi) é necessário o uso de ambas as mãos, deslocando a corda através do aparelho. O gri-gri possui uma alavanca para esse fim.
Normalmente utilizado em cordas de 10 a 11 mm.
Para cordas de diâmetros iguais ou inferiores utiliza-se o Gri-Gri 2.
O problema deste freio em relação aos outros é seu peso superior e a impossibilidade de realizar rapel em corda dupla.